# Lönnen 8

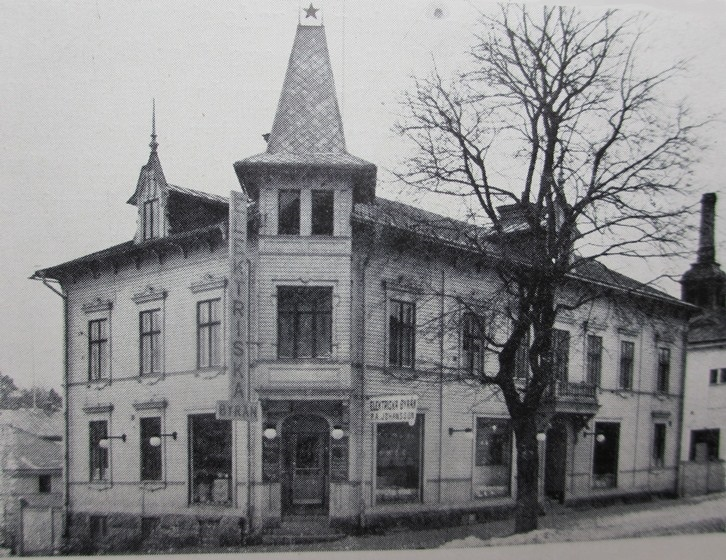
Lönnen 8.

Lönnen 8 var en byggnad i kvarteret Lönnen på Kungsgatan 8 i Söderhamn.
Byggnaden uppfördes 1902 av byggmästare Erik Jakobsson åt fabrikören Birger Fogelberg från Gävle, som i husets källare startade Tekniska fabriken Nordstjernan, medan byggnaden i övrigt fungerade som bostad åt bland andra beställaren själv. År 1912 köptes byggnaden av Per August Johansson och kom då att i bottenvåningen inrymma lokaler åt hans firma Söderhamns Elektriska Byrå och bostad åt familjen Johansson, medan ovanvåningen ursprungligen uthyrdes till läkaren Jonas Sandquist som hade sin praktik där. Senare kom dock hela byggnaden att användas av Johansson och hans firma.
Söderhamns Elektriska Byrå förefaller ha fortlevt ännu 1971, men därefter köptes fastigheten av byggnadsfirman Anders Diös AB. I samband med byggandet av ett Domus-varuhus i södra delen av kvarteret Lönnen, vilket inleddes 1972, blev ovanvåningen personalutrymme åt byggnadsarbetare och bottenvåningen användes som kontor av byggnadsfirman, medan butikslokalen kom att användas av diverse konfektionshandlare. 
I mitten av 1970-talet såldes fastigheten till Söderhamns kommun, som 1980 lät riva hela norra delen av kvarteret Lönnen för att ge plats åt ett byggnadskomplex innehållande bland annat apotek, arbetsförmedling, försäkringskassa och hälsocentral. Detta trots att Kungsgatan i den av Gästrike-Hälsinge hembygdsförbund 1974 upprättade byggnadsinventeringen i Söderhamns kommun ansetts ingå ett ur kulturhistorisk synpunkt värdefullt och sammanhängande miljöområde.